# Glockengießerei Schelchshorn

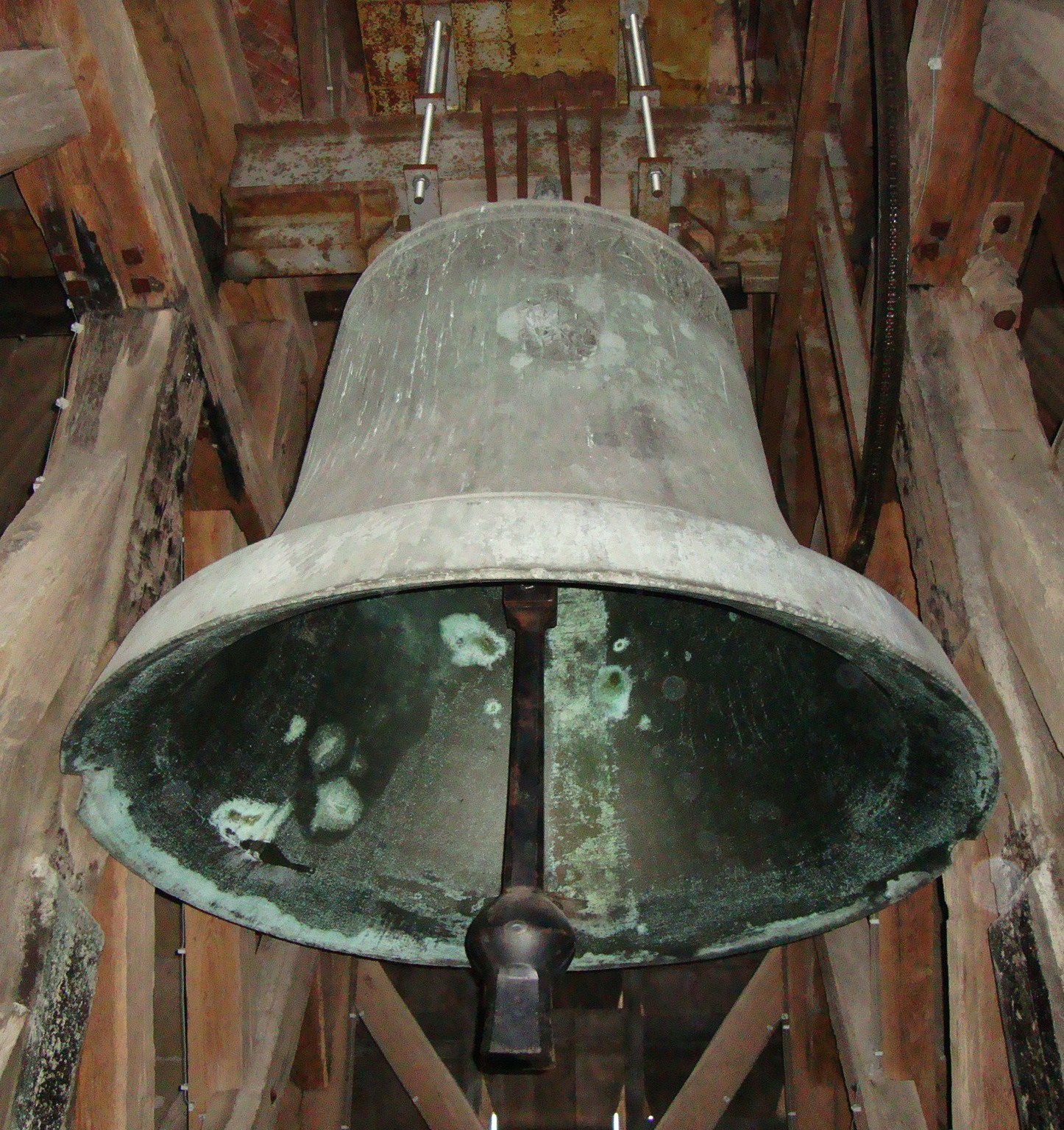
Die größte nachweisbare Glocke der Firmengeschichte: Die Große Fürstin des Regensburger Domes mit 4800 kg

Die Glockengießerei Schelchshorn war eine historische Glockengießerfamilie in Regensburg.

## Geschichte
Der erste nachgewiesene Glockengießer der Familie Schelchshorn war der katholische Paul Schelchshorn. Er starb vor 1585. 
Seine Söhne waren vermutlich Georg und Niclas Schelchshorn. Georg Schelchshorn goss 1595 die große Glocke der Neupfarrkirche. 1608 goss er die Feiertagsglocke des ehemaligen Klosters Prüfening. 
Johann Schelchshorn, vermutlich ein Sohn von Georg Schelchshorn goss zwei Glocken des ehemaligen Damenstiftes Obermünster. 
Ihm folgte Johann Georg Schelchshorn, welcher der bekannteste Vertreter der Familie Schelchshorn war. Er goss zahlreiche Glocken im Raum Regensburg, in Niederbayern und der Oberpfalz. Oft lautete eine der Inschriften:  „Avs dem Feuer Floss ich, Georg Schelchshorn von Regensburg gos mich...“ Seine bekannteste Glocke ist die Kleine Fürstin der Glocken des Regensburger Doms von 1616.
Sein Nachfolger war der Glockengießermeister Johann Gordian Schelchshorn. Er wohnte in der Oberen Bachgasse 7 (ehemaliges Wohnhaus von Albrecht Altdorfer) und hatte sein Gießhaus im Bereich des heutigen Gebäudes Petersweg 3. Auch er war in dem Tätigkeitsbereich seines Ahnen aktiv. Seine bekannteste Glocke ist die Große Fürstin der Glocken des Regensburger Doms aus dem Jahr 1696. Mit ihm endete die Tradition der Glockengießerfamilie in Regensburg. 
Einer seiner Söhne, Sebastian Schelchshorn wurde Pfarrer in Saal an der Donau und starb als Kanonikus des Regensburger Kollegiatstifts St. Johann.

## Bedeutung
Die Familie Schelchshorn prägte die barocke Glockengeschichte des nordöstlichen Bayerns. Viele Glocken jedoch gingen durch Brände und Kriegseinwirkungen verloren.

## Gießhaus

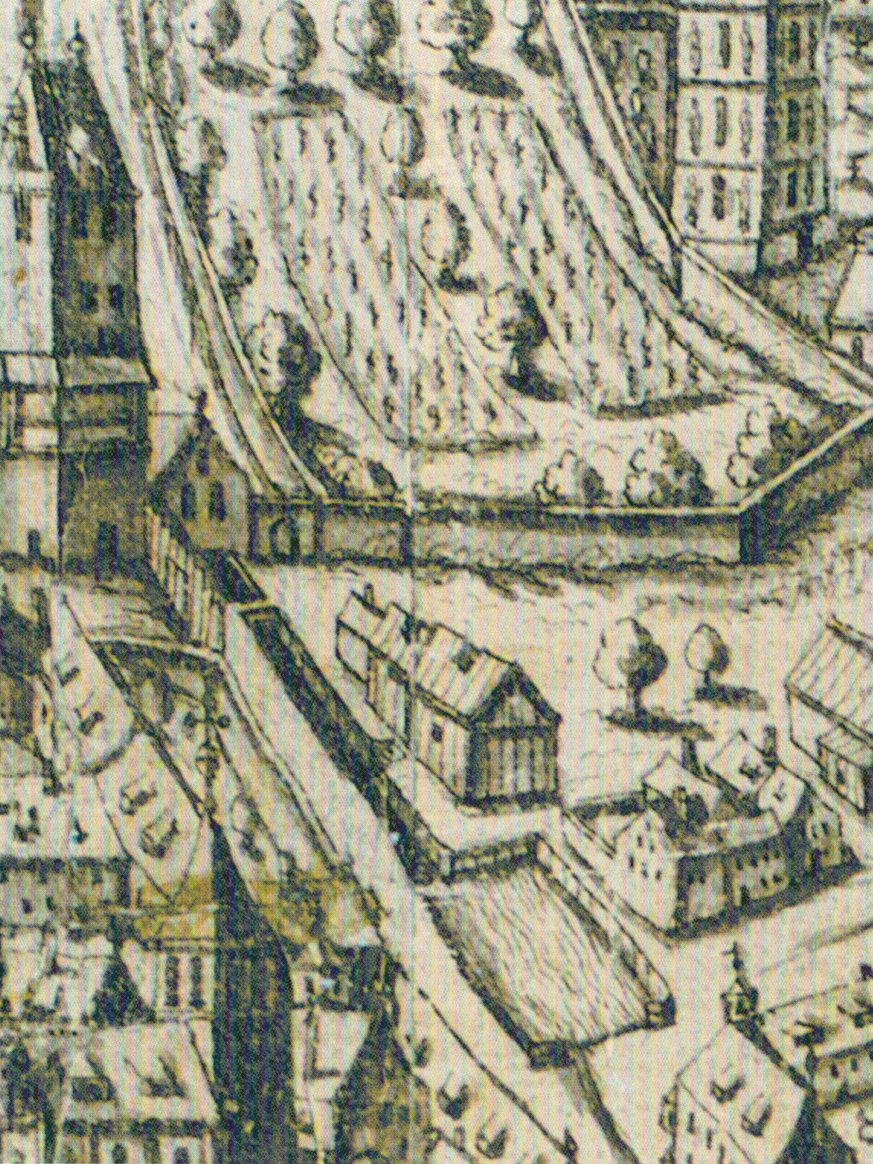
Stadtansicht von 1644

Über die Bauzeit und Nutzung des Gebäudes An der Hülling 6 herrschte Einigkeit, seit Joseph Rudolph Schuegraf eine inzwischen verschollene Bauinschrift publizierte: „Johann Gordian Schelchshorn hat dieß Gießhaus erbaut 1686“. Vor einer umfassenden Sanierung des Hauses im Jahr 2020 konnte bei Sondagen keine alten Feuerstellen oder Schlacken gefunden werden, welche auf einen aufgegebenen Gießbetrieb hindeuten würden. Die Tafel befand sich vermutlich ursprünglich an einem Gebäude, welches sich im nahen Umfeld des heutigen Gebäudes Petersweg 3 befand. Die in diesem Punkt identischen Stadtansichten von Hans Georg Bahre aus den Jahren 1614 und 1644 zeigen im unteren Drittel der Abbildung eine detailreiche Ansicht des Umfeldes An der Hülling von Norden. Hülling bezeichnet ein heute verfülltes Wasserbecken, das vom Vitusbach durchflossen wurde. Darüber ist das dreiteilige Gießhaus zu sehen. Die Schraffur der nördlichen Gebäude deutet auf eine Holzbauweise hin. Dieses nicht mehr erhaltenem Anwesen scheint der Herkunftsort der oben besagten Tafel zu sein. Das Gebäude An der Hülling 6 wurde zwar von der Familie Schelchshorn erworben, diente aber offensichtlich nur zur vorübergehenden Lagerung der fertigen Gußerzeugnisse.

## Würdigung
Im Regensburger Stadtteil Reinhausen wurde eine Straße nach der Glockengießerfamilie benannt. Diese Straße verbindet die Donaustaufer Straße mit der Further Straße.

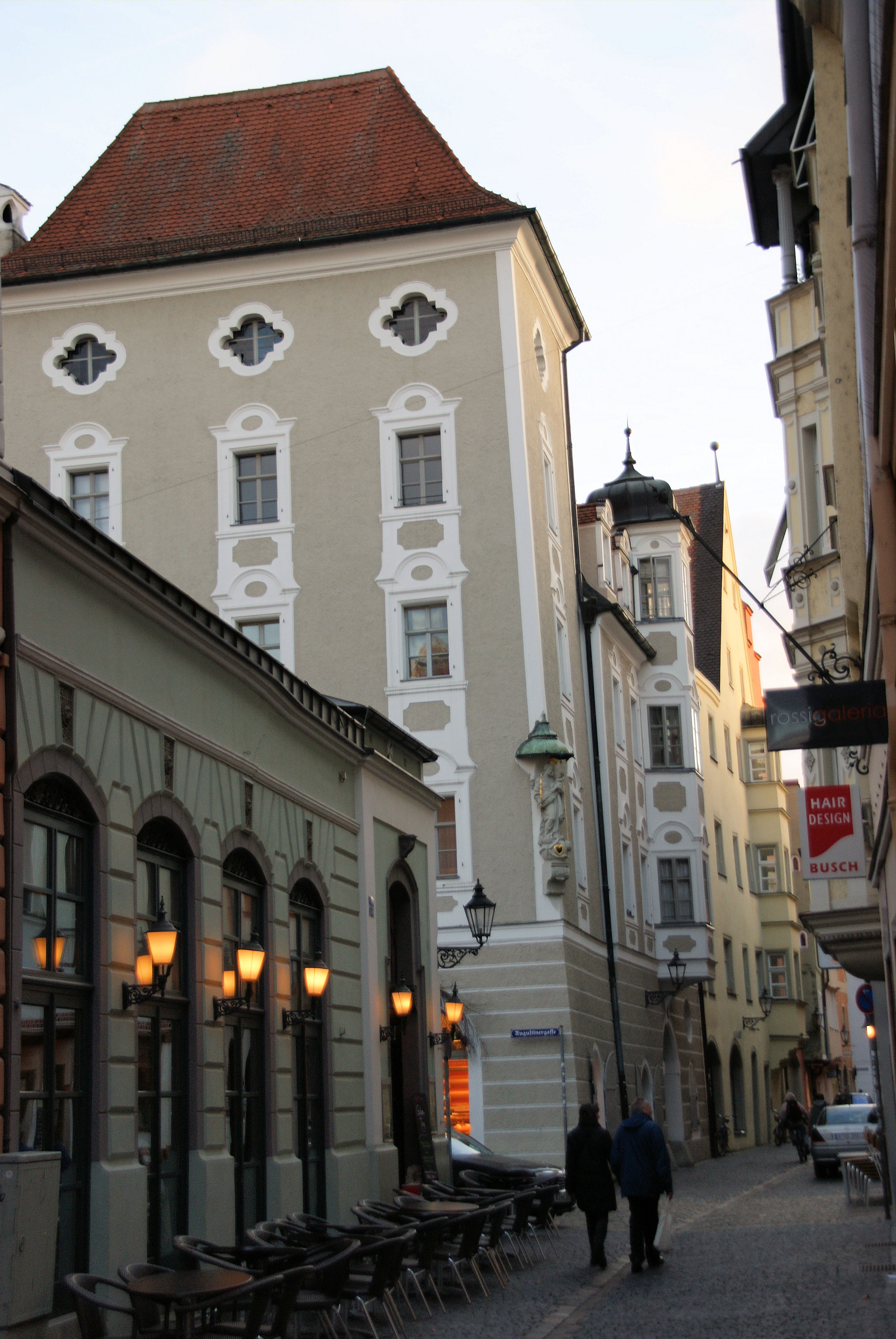
Ehemaliges Wohnhaus von Johann Gordian Schelchshorn
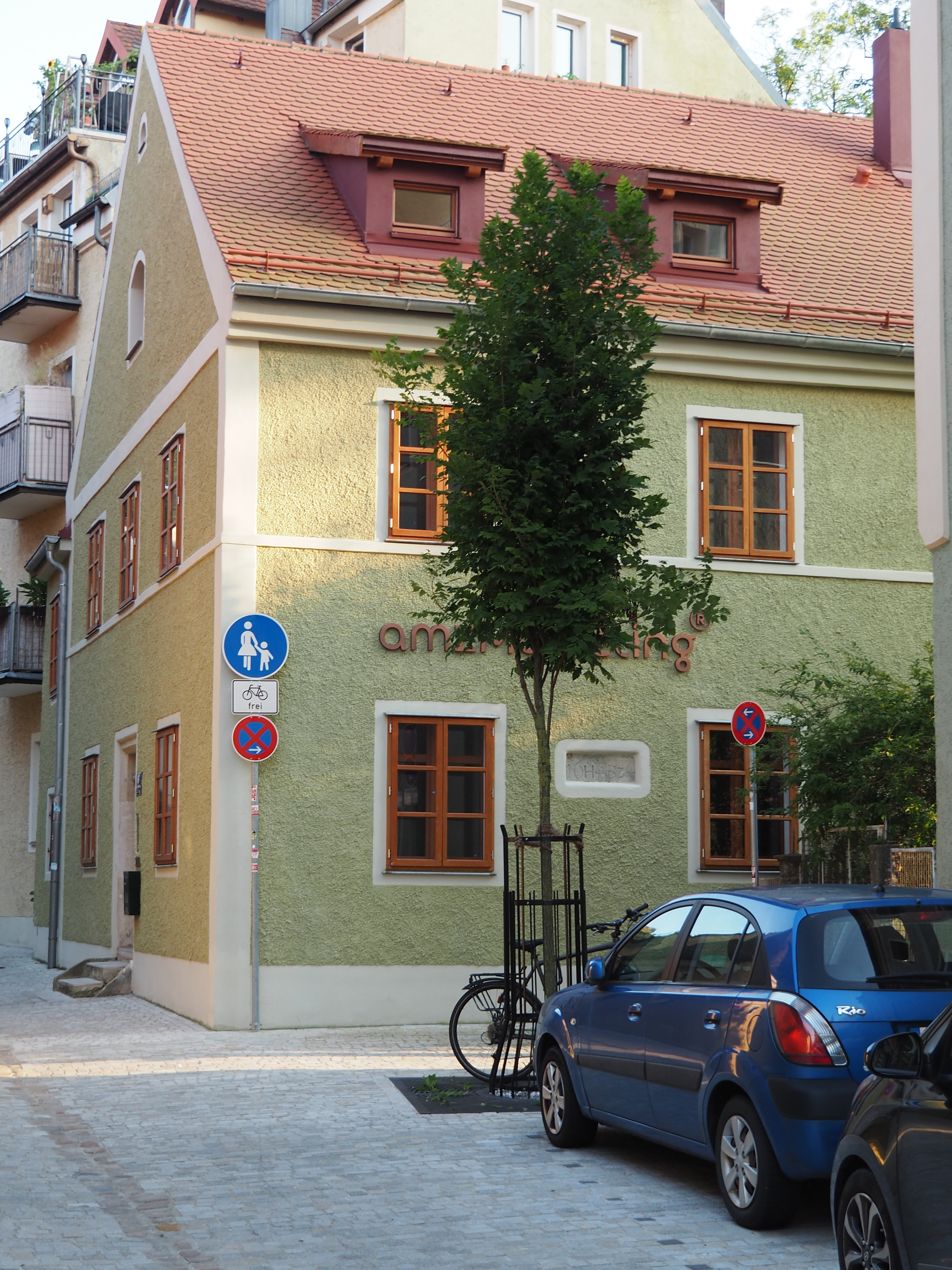
Ehemaliges „vermeintliches“ Gießhaus von Johann Gordian Schelchshorn